# Épagny (Haute-Savoie)
Épagny is een plaats en voormalige gemeente in het Franse departement Haute-Savoie (regio Auvergne-Rhône-Alpes) en telt 3509 inwoners (2005). De plaats maakt deel uit van het arrondissement Annecy. Épagny is op 1 januari 2016 gefuseerd met de gemeente Metz-Tessy tot de gemeente Epagny Metz-Tessy. 

## Geografie
De oppervlakte van Épagny bedraagt 6,8 km², de bevolkingsdichtheid is 516,0 inwoners per km².
De onderstaande kaart toont de ligging van Épagny (Haute-Savoie) met de belangrijkste infrastructuur en aangrenzende gemeenten.

## Demografie
Onderstaande figuur toont het verloop van het inwonertal (bron: INSEE-tellingen).